# De Gröna i Ryssland
Ryska ekologiska partiet ”De gröna” (ryska: Российская экологическая партия «Зелёные») var ett politiskt parti i Ryssland, vilket startade som en ekologisk rörelse 1992. Partiet hade lokalavdelningar i 58 regioner. 
Partiet har deltagit i parlamentsval 1995, 1999 och 2003. Vid valet 2003 fick partiet 240 000 röster, motsvarande 0,42%. I parlamentsvalet 2007 tilläts inte de gröna att ställa upp, eftersom partiet sades ha ett mycket stort antal förfalskade namnunderskrifter (17 %) i sina listor.
Vid partiets kongress 2008 ombildade man sig från ett politiskt parti till Ryska ekologiska rörelsen ”De gröna”. Sedan uppmanande man medlemmar och anhängare att bli partimedlemmar i Rättvisa Ryssland.
Ryska ekologiska rörelsen ”De gröna” skall inte blandas ihop med de två ryska politiska partierna Gröna Ryssland(Green Russia/ЗЕЛЕНАЯ РОССИЯ) och Det gröna alternativet(Zelenaya Alternativa/GROVA) . Det sistnämnda partiet är medlem i European Green Party (Europeiska gröna partiet). Gröna Ryssland har endast observatörstatus i Europeiska gröna partiet. Ryska ekologiska rörelsen ”De gröna” är däremot varken medlem eller har observatörstatus i Europeiska gröna partiet.